# Zouglou
Le zouglou est un genre musical, populaire et urbain, né en Côte d'Ivoire au début des années 1990 et qui a dominé la variété ivoirienne pendant une dizaine d’années (1991-2002).
Les textes du zouglou témoignent des réalités sociales vécues par la jeunesse ivoirienne et porte, parfois, sur un mode humoristique, des messages politiques, voire contestataires. Ils prônent un idéal de justice et de paix, donnent des conseils sur la vie, défendent l'importance de l’amour, de l’amitié, et de la fraternité.
Le zouglou est aussi présenté en wôyô – une musique utilisant des instruments traditionnels (tam-tams, bouteilles, etc.) accompagnés de chansons qui traitent de façon rythmique des récits du quotidien. Il est pratiqué en acoustique et le plus souvent en live. Il est aussi qualifié d'ambiance facile.

## Histoire
Le zouglou est né au début des années 1990, sur les campus universitaires d'Abidjan – capitale économique de la Côte d'Ivoire –, au moment où le président Félix Houphouët-Boigny est contraint, après trente années de pouvoir sans partage, à une ouverture politique. Il règne à Abidjan une atmosphère de fin de règne[style à revoir] qui se manifeste notamment par un bouillonnement incessant de la vie politique, rythmé par des grèves d’enseignants, d’étudiants et d’élèves réprimées avec brutalité, des manifestations de rue, etc.
Quelques étudiants, logés à la cité universitaire de Yopougon, créent, à partir du wôyô (« bruit », en malinké), une musique acoustique appelée aussi « ambiance facile », un nouveau style musical : le zouglou,. Celui-ci s'inspire du tohourou et de l'alloukou, un rythme de réjouissances joué avec le tam-tam en pays bété, dans le centre-ouest de la Côte d'Ivoire. Ce rythme était habituellement pratiqué à l'occasion des manifestations sportives organisées entre villages pendant la période des vacances scolaires.
L'introduction d'instruments de musique modernes et, surtout, l'usage de textes satiriques et contestataires – utilisant le nouchi, l’argot ivoirien, et décrivant le quotidien misérable de la vie estudiantine à Abidjan, les affres de la « conjoncture », la « mal-vie » et la violence – vont constituer les sources principales d’inspiration de ces chansons.
Ces rythmes et ces textes font du zouglou une musique originale proprement ivoirienne (contrairement à celle des chanteurs comme Bailly Spinto ou encore Alpha Blondy, mondialement connus mais dont les œuvres s'inspirent ou intègrent des influences non ivoiriennes comme le folklore français, le reggae, le rock – avec, par exemple, Gnahoré Jimmy).
Le premier album est « Gboglo Koffi » de l’ex-étudiant Bilé Didier,,,. Les groupes Les Poussins Chocs, Les Salopards, Les Garagistes, System Gazeur et Les Parents du Campus, menés par Bilé Didier , se forment. Des collectes de fonds auprès des jeunes permettent l'enregistrement et la diffusion d'œuvres de zouglou,.
Dans leurs chansons, les artistes zouglou demandent toujours aux différents peuples de s’unir, de s'entendre, de se respecter et de vivre ensemble. Les peuples du nord, du sud, de l’est, de l’ouest et du centre doivent arborer les couleurs ivoiriennes, s’entremêler et se côtoyer sans animosité.
Par la suite, cette musique urbaine se propage en Afrique de l'Ouest, notamment au Mali et au Burkina Faso,.
Le zouglou inspire de nouveaux genres musicaux et danses (gnakpa, mapouka, youssoumba et, plus récemment, le coupé-décalé) promus par la jeunesse, sans toutefois changer véritablement de forme musicale. Bien qu'en 1999 le zouglou acquiert une notoriété mondiale, grâce notamment au mythique groupe Magic System, le genre reste assez méconnu.
On compte à ce jour plusieurs dizaines de groupes et ou d'artistes zouglou : Petit Denis, Espoir 2000, Les Garagistes, Les Patrons, Vieux Gazeur, Les Galliets, Yodé & Siro (meilleur album zouglou 2009, avec Signe Zo), Mèlèkè, Lago Paulin, Khunta & Sixko, Nouveaux Dirigeants, Coco Hilaire, Oxygène, etc.
Le zouglou sera détrôné successivement par le mapouka et le coupé-décalé.

## Zouglou et nouchi
La musique zouglou, qui emploie le plus souvent le nouchi — l'argot ivoirien —, a joué un rôle vital dans les événements récents, diffusant des messages patriotiques souvent extrêmes.
L'image dont les nouveaux dirigeants arrosent le peuple d'Éburnie à la suite de l'indépendance est celle d'un État en plein développement.
La tutelle coloniale a qualifié le pays d'Houphouët-Boigny de modèle de contournement réussi. La montée en flèche du prix du café au milieu des années 1970 a donné lieu à un excédent commercial exceptionnel : cette manne a fait exploser toutes sortes d'entreprises de développement.
Le peuple de Côte d'Ivoire et son président montrent leur fierté et ratissent le reste du continent avec un regard quelque peu condescendant.
Les habitants de tous les pays affluent vers les villes ivoiriennes et les plantations de cultures de rente.
Le pays enregistre l'un des taux d'exode rural et d'émigration les plus élevés du continent. Les villes sont en plein essor avec une population cosmopolite.
De ce grandissement anarchique à tous les niveaux, naîtra une culture métissée résolument urbaine, car les enfants nés de ce cocktail s'équiperont d'un langage et d'une musique dont on pense que ses racines remontent aux années 1970...

## Singles phares et classiques du zouglou
- Terre des Hommes (Koro), Soum Bill
- Gboglo Koffi, Les Parents du Campus, qui décrit les conditions de vie difficiles sur les campus universitaires
- Ziopin, Les Potes de la Rue, qui dénonce le tribalisme
- Les Côcôs, qui dénonce les parasites, les profiteurs
- Baba nico le créateur de la danse kpaklo avec son titre ,( sha banan)
- Zibogbõlõ,  papa polo,  petit Denis
- Que la lumière soit, Soum Bill
- Asec kõtõkõ, les poussins choc
- Les sur chocs  ,  josio, gnapka 2000
- Les digbos ,paradis ,awlê
- Premier Gaou, Magic System, qui raconte les petits tracas amoureux dans les couples de jeunes à Abidjan et qui connut un succès mondial[26]
- Ki dit mié, Magic System
- Zouglou Dance, Magic System
- Tapis rouge, Les Garagistes, considéré comme un classique du zouglou ivoirien
- Fauteuil présidentiel, Les Garagistes
- Anti palu .deni
- Série C, Espoir 2000
- Gloire à Dieu, Espoir 2000
- Anti laleka  yodé et siro
- Empreinte divine, Les Mercenaires
- L'enfant guerrier, Khunta et Sixko
- Zouglou Tonic, Les Patrons
- 3e Jour, Molière
- La Danse des magiciens, Magic System
- Je bois plus, Révolution
- Maman jolie, L'enfant Yodé